# Plouguernével
Plouguernével (bret. Plougernevel) – miejscowość i gmina we Francji, w regionie Bretania, w departamencie Côtes-d’Armor.
Według danych na rok 1990 gminę zamieszkiwało 3255 osób, a gęstość zaludnienia wynosiła 78 osób/km² (wśród 1269 gmin Bretanii Plouguernével plasuje się na 159. miejscu pod względem liczby ludności, natomiast pod względem powierzchni na miejscu 126.).